# Centaurium erythraea
La centaurea minore (Centaurium erythraea Rafn, 1800) è una pianta erbacea, annuale o biennale, appartenente alla famiglia delle Genzianacee.
Nel linguaggio comune viene spesso indicata come "centaurea minore" anche la specie Rhaponticoides centaurium (sin.: Centaurea centaurium), una pianta della famiglia delle Asteraceae, molto comune nei prati e nei fossi.

## Descrizione

### Portamento
Alta 20–50 cm, in condizioni favorevoli può anche arrivare ai 60 cm; glabra, il fusto è quadrangolare, eretto generalmente semplice fino ai 4/5 inferiori, fittamente ramificato in alto, a cima bipara.

### Foglie

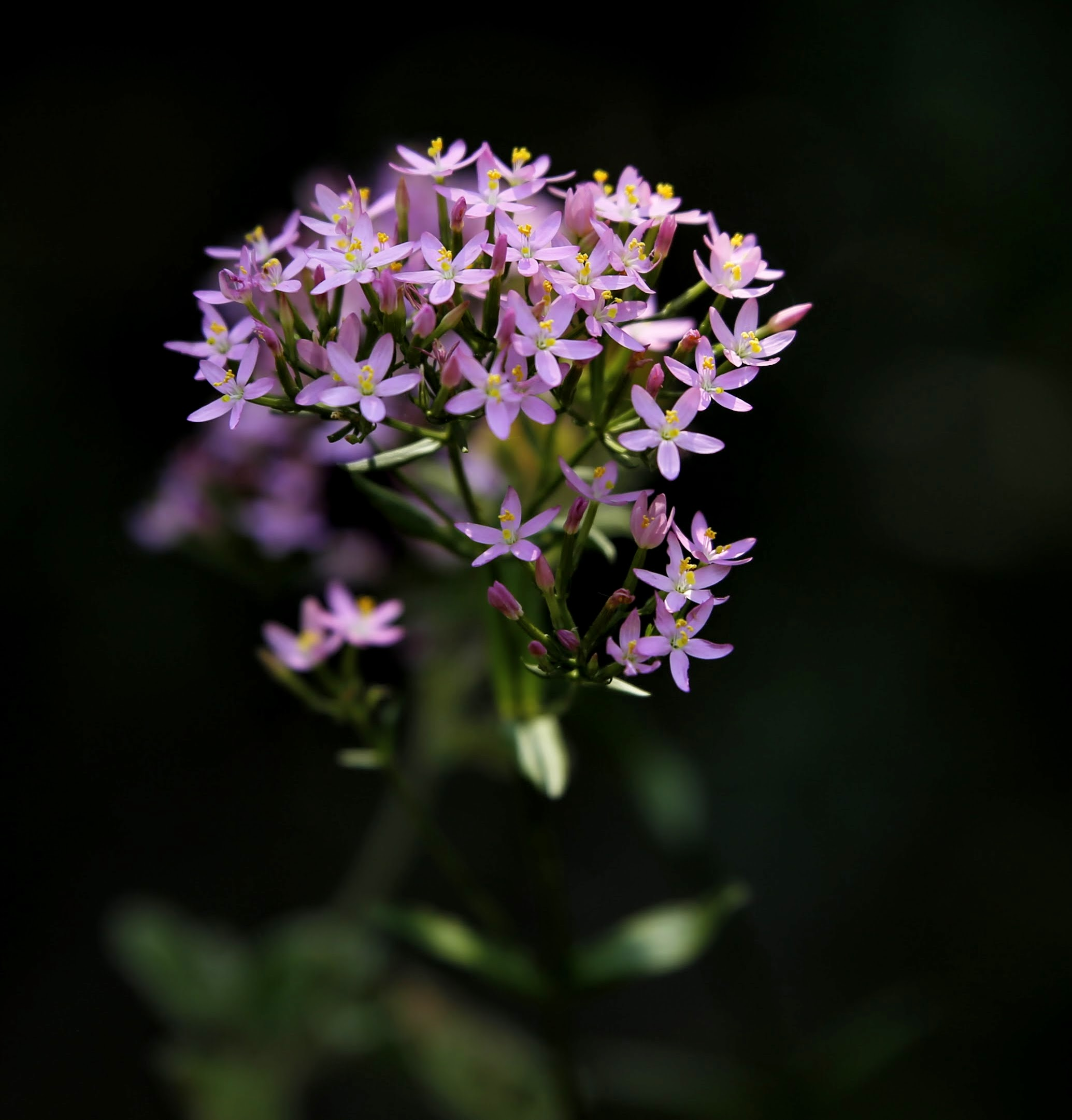
Infiorescenza

Le foglie sono opposte, le basali a rosetta, di 3–5 cm x 2–3 cm, obovate, ottuse, le caulinari più piccole, strette e acute. Nelle dicotomie laterali ridotte a minuscole brattee che avvolgono la base dei fiori.

### Fiori
I fiori sessili o quasi, con calice più breve del tubo della corolla, la quale è lunga 1–2 cm con 5 lobi di colore rosso roseo (in alcuni casi di colore bianco), senza macchie, a margine intero sono raccolti in piccoli corimbi. Gli stami sporgono dal tubo della corolla, e le antere si contorcono a vite dopo l'emissione del polline.

### Frutti
Il frutto è una capsula, lunga circa 1 cm, grossa 1 mm che si apre in due valve.

### Semi
I semi sono lunghi meno di mezzo millimetro e sottili.

## Distribuzione e habitat
Originaria dell'Europa, dell'Asia occidentale e dell'Africa settentrionale; è comune in tutto il territorio italiano.
Si trova dal mare alla bassa montagna, nei prati ma anche nelle stoppie.

## Specie simili
Può essere confusa con:
- Centaurium pulchellum ha dimensioni minori, manca della rosetta di foglie alla base, la ramificazione è presente anche nella parte inferiore del fusto, o comunque è più bassa, l'infiorescenza è più larga e rada, i fiori sono peduncolati, la corolla più piccola con il tubo appena più lungo del calice. le due specie hanno proprietà identiche e vengono comprese nella stessa denominazione comune.
- Dianthus armeria che ha foglie lunghe e lineari, i fiori raccolti in piccoli fascetti i petali liberi e dentati rossi con minuscoli punti chiari.
- Centaurium spicatum che ha infiorescenze che si ramificano in basso dicotomicamente, poi i rami si continuano come cime unipare, simili a spighe, con fiori più grossi e tozzi, con calice a grosse coste.

## Principi attivi
Contiene glucosidi amari quali eritaurina, eritrocentaurina, fitosterina, zucchero, gomma, olio etereo, un glucoside, la eritricina, acido oleanolico, una resina, la centauriresina. L'eritaurina è stata identificata con la genziopicrina.

## Usi

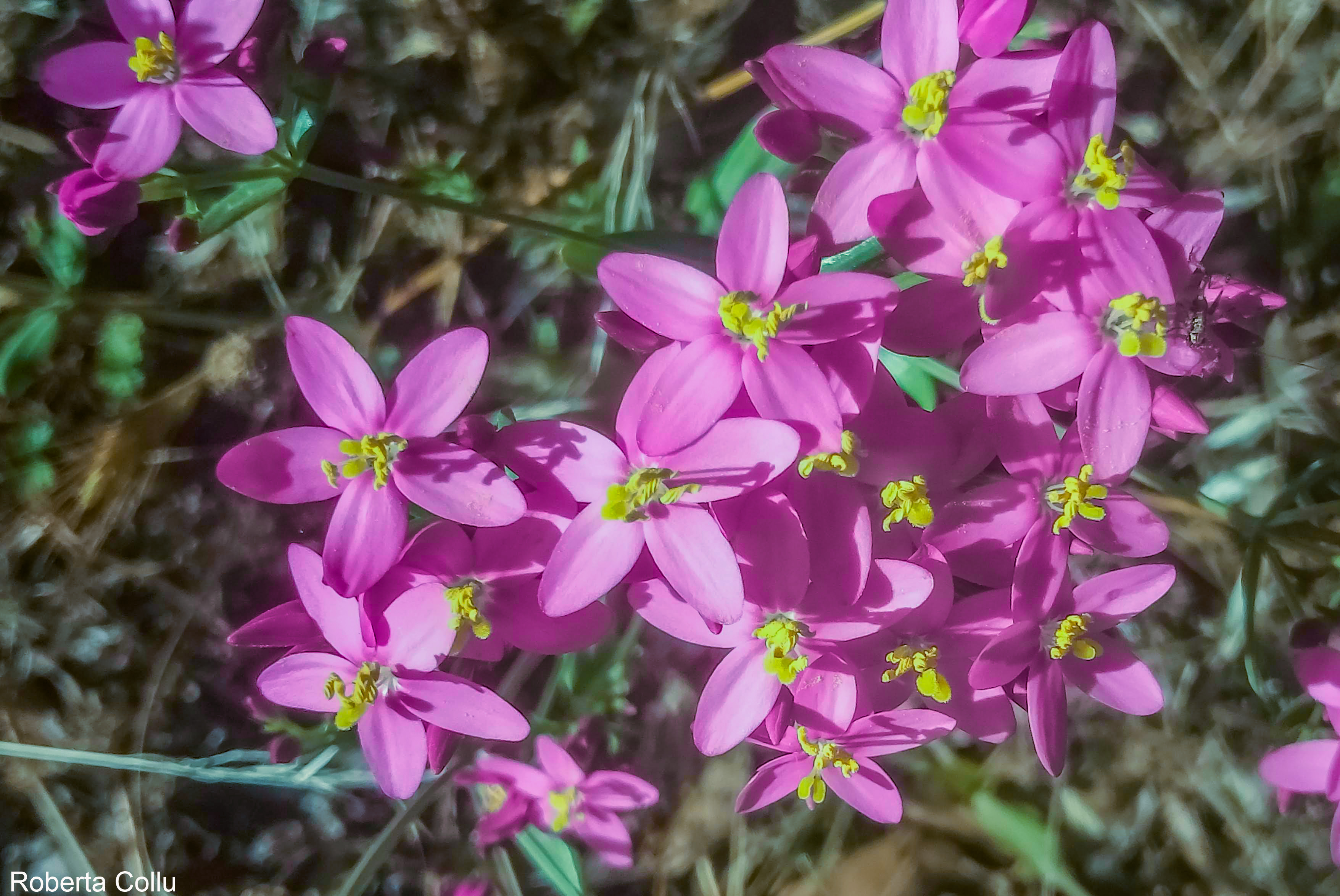
Centaurium erythraea in Sardegna (Villacidro), ove è chiamato "cacciafebbre"

È utilizzata in fitoterapia la pianta essiccata, intera e fiorita.
La tradizione popolare vuole che la centaurea abbia proprietà cicatrizzanti, come testimonia il nome stesso che ricorda il mito del centauro Chirone, il quale con la centaurea aveva curato la ferita procuratagli da Ercole.
È diffuso l'utilizzo per stimolare l'appetito, curare l'inappetenza e favorire la digestione.
Sono infatti state trovate alla centaurea proprietà amare, aperitive, antelmintiche, antiflogistiche, antipruriginose, antiputridative, antiscorbutiche, carminative, colagoghe, emocatartiche, ipoglicemizzanti, stimolanti, toniche. Ne viene preparato un estratto che entra nelle composizioni di tinture, pozioni stomachiche, sciroppi e un vino aperitivo. Date le sue proprietà amare trova ampio impiego in liquoreria.
È usata anche come antipiretico "forse il miglior succedaneo del chinino nei casi di malaria". 
È sconsigliata in chi soffre di ipercloridria.

## Raccolta
Viene raccolta nei periodi di luglio-agosto quando sono presenti i fiori. Vengono preferite le piante più piccole 20–30 cm a discapito di quelle più grandi.